# Jimbaran (Margorejo)
Jimbaran is een bestuurslaag in het regentschap Pati van de provincie Midden-Java, Indonesië. Jimbaran telt 1907 inwoners (volkstelling 2010).